# Radivka, Korostîșiv
Radivka (în ucraineană Радівка) este un sat în comuna Vilneanka din raionul Korostîșiv, regiunea Jîtomîr, Ucraina.

## Demografie
Componența lingvistică a localității Radivka
     Ucraineană (96,04%)
     Rusă (3,96%)
Conform recensământului din 2001, majoritatea populației localității Radivka era vorbitoare de ucraineană (96,04%), existând în minoritate și vorbitori de rusă (3,96%).